# Phlegetonia palpalis
Phlegetonia palpalis là một loài bướm đêm trong họ Noctuidae.